# Бедряж
Бедряж — село в Чернушинском районе Пермского края. Административный центр Бедряжинского сельского поселения.
Село находится примерно в 15 км к северо-западу от центра города Чернушки на реке Бедряжка.

## История
Основано в 1837 году. Статус села — с 1862 года. С 1924 года по январь 2006 года Бедряж был административным центром Бедряжинского сельского совета.

## Население
Численность населения составляла: 333 человека (1869 год), 686 человек (1926 год), 567 человек (2002 год).
В 2005 году численность населения составляла 562 человека.
По результатам переписи 2010 года численность населения составила 452 человека, в том числе 204 мужчины и 248 женщин.